# Martin Durm
Martin Durm (* 9. Juli 1959 in Rodalben) ist ein deutscher Radioreporter und Auslandskorrespondent. Für seine Berichte aus dem Nahen Osten wurde er mehrmals ausgezeichnet.

## Leben und Wirken
Durm studierte in Freiburg Politik und Germanistik. Nach einem Volontariat bei der Tageszeitung Rheinpfalz wechselte er 1986 zum Süddeutschen Rundfunk Regionalstudio Heidelberg als Reporter, 1988 in die SDR1-Landesredaktion, 1999 in die Redaktion Zeitfunk zum politischen Magazin „Südfunk aktuell“. Von 1996 bis 2001 arbeitete Durm als ARD-Hörfunk-Korrespondent in Kairo.
Anschließend wurde er stellvertretender Redaktionsleiter beim SWR1, bis er ab 2006 als Korrespondent aus dem ARD-Studio in Straßburg über die EU berichtete. 2011 wechselte Durm als Reporter und Moderator zum SWR2.

## Arabischer Frühling
Seit 2011 hat Durm immer wieder für die ARD über die Revolten und Bürgerkriege in der arabischen Welt berichtet, vor allem aus Ägypten, Libyen, Jemen, Irak und Syrien. Für sein Radio-Feature „Syrisches Inferno – Ein Bürgerkrieg eskaliert“ ist er mit dem renommierten Liberty Award ausgezeichnet worden. Vor dem Hintergrund des eskalierenden Bürgerkriegs beschrieb Durm das Schicksal seines einheimischen Kontaktmannes, mit dem er gemeinsam mit dem ARD-Fernsehkorrespondenten Jörg Armbruster im Frühjahr 2013 während des Syrienkrieges in Aleppo unterwegs war. 2023 berichtete Durm aus der Ost-Ukraine über den russischen Angriffskrieg. 2024 war er für die ARD in Beirut, um  über den Krieg im Libanon zu berichten.

## Auszeichnungen
- 1996 Robert-Geisendörfer-Preis
- 2007 Civis – Europas Medienpreis für Integration
- 2011 Deutsch-französischer Journalistenpreis
- 2012 Deutscher Radiopreis für beste Reportage[3]
- 2013 Katholischer Medienpreis, Auszeichnung „Journalistisch wertvoll“
- 2013 Preis für die Freiheit und Zukunft der Medien[4]
- 2015 Liberty Award 2015[5]
- 2016 Nominiert für den Prix Bayeux Award for war correspondents
- 2016 Marler Medienpreis Menschenrechte der deutschen Sektion von Amnesty International[6]
- 2019 Robert-Geisendörfer-Preis für Endstation Sahel